# ぶぶチャチャ
『ぶぶチャチャ』（BuBu ChaCha）とその続編『だいすき! ぶぶチャチャ』は、童夢とジャパンデジタルエンターテインメントにより製作された日本のアニメシリーズ作品。『ぶぶチャチャ』は1999年、『だいすき! ぶぶチャチャ』は2001年。各26話、計52話。

## 概要
車になった犬「チャチャ」と、その友達で3歳の男の子「ボク」の物語。ボクの目線を通して、この年代の子供達が体験する出来事や疑問を一話完結のかたちで描く。
プロデューサーのイク・モハメッドの「世界中の人々が楽しめて、30年たっても古さを感じさせない作品を作る」という理念に、アニメーション制作会社社長の安西武、アニメーション監督のアミノテツロー、脚本家の桶谷顕らが賛同。スポンサーはつかず、完全に自主制作のかたちで制作された。
第1シリーズがNHK衛星第2テレビで放送されたところ、1999年7月には接触率が同時期の人気アニメーション『カードキャプターさくら』を上回りNHK衛星第2テレビのアニメ番組としては史上最高を記録するなどし、2年後の2001年5月から11月にかけては第2シリーズが放送された。
2000年にはディズニーチャンネルアジアでも放送。2002年にはNHK教育テレビ『あつまれ!わんパーク』内で放送され、最高視聴率が5%を超えた。2005年1月から2月にはAT-Xで第2シリーズが放送された。
第一シリーズのみスカイパーフェクTV!のニコロデオン内のNickjr枠で再放送がされている（2006年1月時点）。

## ストーリー
舞台は、奇跡の起こる街グリーンヒルタウン。ボクが3歳の誕生日を迎えたとき、車にひかれそうになったボクを助けようとして、犬のチャチャは死んで「お星さま」になる。しかし、ボクのところへどうしても帰りたかったチャチャは、車のおもちゃとなって帰ってくる。そしてこの奇跡はボクとチャチャの二人だけの秘密となる。

## 登場人物
ランディ・ランド（ボク）
声 - 笹本優子
本作の主人公。好奇心旺盛な3歳の男の子。両親をはじめ、ほとんどの人には本名で呼ばれることはなく「ボク」が名前のようになっている。口癖は「ぼくはボクだぉー」。ボクの周りにはいつも不思議なことが起こるが、それをすぐに受け入れ、探究しようとする。
チャチャ
声 - 長島雄一
おもちゃの自動車に憑依したボクの飼い犬。道路に飛び出したボクを助けようとしてトラックに轢かれ一時は「お星さま」になるが、ボクのことが心配になって空から戻ってくる。ボク以外の人の前ではただのおもちゃの車のふりをする。犬の兄弟のなかでは末っ子。
フォレスト・ランド（パパ）
声 - 鈴木琢磨
ボクの父親。新聞社に勤める。ボクの髪型は彼譲り。
コニー・ランド（ママ）
声 - 田中敦子
ボクの母親。ガーデニングが好きで優しい性格。ボクの髪色は彼女譲り。いつも風変わりなミックスジュースを作っている。
マリー
声 - 川田妙子
ボクの隣の家に住む4歳の女の子。おしゃまで気が強くませている。いつもほうきを持ち歩き、自分を魔女と主張する。ボクとチャチャにとって情報屋のような存在。劇中で妹が生まれる。決め台詞は「知らないってことは罪なのよ、罪っていけないことなのよ、分かる？」。ボクのことを毎回違う名前で呼ぶ。
キャサリン・ランド
声 - 高田由美
ボクの従姉。登場のたびに自転車ごとポストにぶつかってひっくり返る。ボクの子守り役でもある。
ダーッおじさん
声 - 有本欽隆
いきなり登場しては「ダーッ」と叫ぶ人物。水族館の警備員・お医者さんの助手・害虫駆除業者などとしてボクとチャチャの行く先々に現れる。正確な職業や本名は不明。
ニック
声 - 西村朋紘
テリーの兄で、ボクよりも年上で5歳。ラップ調に喋りながらボクをからかうことが多い。
テリー
声 - 坂口候一
ニックの弟で、ボクと同い年の3歳。ニックに合いの手を入れる役。
タウ・ディントン
声 - 南央美
第2シリーズで近所に引っ越してくる読書好きな男の子。ニックよりも年上、サラより年下。親の職業柄引越しが多く、別れが辛くないようにと友達を作ることを避けてきたが、ボクたちとの出会いを通じて変わる。13話にて再びグリーンヒルタウンを離れるが、ボクとは時折電話を通じて交流が続いている。いつも本を読んでいるためマリーやニック、テリーには「木陰のタウ・ディントン」と呼ばれる。
ジル・バーグマン
声 - 香坂みゆき
第2シリーズに登場する名女優。ボクは「おばちゃん」と呼ぶ。実はタウの母親で、タウの髪と目の色は彼女譲り。
サラ
声 - 早見優
幽霊の女の子。キャサリンと同じぐらいの年齢。ボクとチャチャには姿が見え、チャチャの奇跡も知っている。古びたアパートに老女と一緒に住んでいる。
おばぁちゃん
声 - 定岡小百合
パパの母でボクの祖母。クレバーランドという森に一人で住んでおり、森の草木や動物をこよなく愛している。ピョコの名付け親。
キシリー夫人
声 - 杉田郁子
サラと一緒に住んでいる老女。サラの姿は見えないが存在は知っており、ときどき話しかけている。ボク以外でチャチャたちの秘密を知っている。
ティム・ランド
声 - 森川智之
キャサリンの父で、コニーの兄。ボクにとっては伯父。キャサリンの転び癖は彼からの遺伝。
ガット先生
声 - 沢木郁也
有名な絵描きで、キャサリンの絵の先生。
ピエロのおねえさん
公園などに時たま現れてパフォーマンスをしている謎めいたピエロ。どこともなく路地裏に現れるアンティークショップ「ふしぎ屋さん」に住んでいる。基本的に言葉は話さず、ジェスチャーのみでやり取りをする。ダァーッおじさん同様、その正体は謎に包まれている。木製品と喋りあう木靴や言葉を話すオルゴール人形など様々な不思議なおもちゃを持っている。
ポロロン
声 - 中島麻美
ピエロのおねえさんがだしたオルゴール人形。人のように言葉を話し、チャチャたちに歌を教える。最初マリーがもらい、マリーの提案でボクのおばあちゃんのプレゼントになり、クレバーランドでピョコやブルと一緒に暮らす。
ワニ
第1話に登場する巨大なワニ。ボクは最初、恐竜の子供と思う。もとは人間に飼われていたペットのワニ。捨てられてから公園の川や下水に住み着いている。
ブル
声 - 宇垣秀成
チャチャの友達のもとブルドッグ。幽霊となってチャチャに会いに来る。最初はサラの家にいたが、おもちゃのロボットにチャチャと同様に憑依する。
カバトラック
声 - 江川央生
ボクとチャチャが初めて出会う、チャチャと同じ物に憑依した動物。動物園に運ばれるときに乗ったトラックが気持ち良かったのでトラックになった。
最初にボクとチャチャを見たときは、一人ぼっちの自分よりずっと楽しそうで、自分の好きな水浴びをしている姿に嫉妬して意地悪をするが、ボクのアイデアで川で水浴びができ、二人とは仲良くなる。
ピョコ
声 - かないみか
もとはボクのおばあちゃんの家の近所にいたカエル。ピョコというのもおばあちゃんに付けてもらった名前。おばあちゃんを慕ってボクのパパが昔遊んでいたおもちゃの車に憑依した。
ヒョウくん
声 - 野田順子
第2シリーズに登場。もとは子供のヒョウで、車になってからよく走り回っているスピード狂。チャチャたちと出会うまでは自分よりも早い存在に出会えず退屈していたが、高速道路で走り回っていたところをチャチャが体を張って追い抜き、その存在を認知したことで知り合うようになる。
シンディ（ショベルゾウ）
声 - 兵藤まこ
第2シリーズに登場。もとはサーカスの象で、ショベルカーになって物を壊してばかりいることに不満を持っていたが、ボクと出会って考えを改める。「ゾウ（どう）しましょう」が口癖。
パパラット
声 - 宮田幸季
第2シリーズに登場。もとはネズミだったが、子供達が気がかりだったためにミニカーに憑依する。ボクの紹介でサラのアパートに住む。
マフユゲ星人
声 - 園部啓一
雪を司る宇宙人。ボクは「まゆげ星人」と呼ぶ。
アッキー
マフユゲ星人のペット。豆粒ほど小さい。
カナ
声 - 白倉麻
チャチャが好意を寄せているメスのコッカースパニエル。
チップ
声 - 坂口候一
第2シリーズに登場。タウの飼い犬。
その他、登場人物は多数。

## スタッフ
- 原案・構成・脚本 - おけやあきら
- 原作 - Iku&アミノ、おけやあきら、あんざいたけし
- 企画 - 安西武
- 監督 - アミノテツロー
- キャラクター原案 - 西田寛治
- キャラクターデザイン - 越智信次
- 美術監督 - 東潤一
- 美術設定 - 成田偉保
- 色彩設計 - 渋谷圭子
- 撮影監督 - 諫川弘
- 編集 - 村松正宏
- ビデオ編集 - 東京現像所
- 音響監督 - 本田保則
- 音響制作 - HALF H・P STUDIO
- 音楽 - つのごうじ
- 音楽制作 - イー・スマート、ジャパンデジタルエンターテインメント
- プロデューサー - 野澤勝彦
- エグゼクティブプロデューサー - Iku
- 製作 - 童夢、ジャパンデジタルエンターテインメント

## 主題歌
『ぶぶチャチャ』
オープニングテーマ「ぶぶチャチャ仕方ない?」
作詞 - アミノテツロー / 作曲・編曲 - つのごうじ / 歌 - マコリン&ピタゴラス
エンディングテーマ「橋を渡ろう」
作詞 - アミノテツロー / 作曲・編曲 - つのごうじ / 歌 - マコリン&ピタゴラス

『だいすき!ぶぶチャチャ』
第1話および第3話では前作『ぶぶチャチャ』と同一の主題歌が使用されているが、その他の回はオープニングテーマが「君のぶぶチャチャ」、エンディングテーマが「みんなわたろう」という曲名に変更され、毎回異なる歌手によって歌われた（回によっては大きなアレンジも施されている）。それぞれの回の歌手は次のとおり。
オープニングテーマ「君のぶぶチャチャ」
第2, 4, 6, 8, 10, 12, 14, 16, 18, 20, 22, 24話：金子美奈子
第5, 13, 23, 26話：高瀬麻里子&ピタゴラス
第7話：ピタゴラス
第9話：高瀬麻里子
第11話：ボク、チャチャ
第15, 19話：ボク、チャチャ、ママ、パパ、キャサリン、マリー、ニック&テリー
第17, 25話：マリー&ピタゴラス
第21話：マコリン（英語版）
エンディングテーマ「みんなわたろう」
第2, 4, 6, 8, 10, 12, 14, 16, 18, 22, 24話：金子美奈子
第5, 17話：高瀬麻里子
第7, 13, 26話：高瀬麻里子&ピタゴラス
第9, 25話：ピタゴラス
第11, 19話：ニック&テリーwithチャチャ
第15, 20, 23話：ボク、ママ、パパ、キャサリン、マリー、ニック&テリー
第21話：マコリン（英語版）

## 各話リスト
| 話数                   | サブタイトル           | 絵コンテ       | 演出           | 作画監督                | 放送日         |
| ぶぶチャチャ           | ぶぶチャチャ           | ぶぶチャチャ   | ぶぶチャチャ   | ぶぶチャチャ            | ぶぶチャチャ   |
| ---------------------- | ---------------------- | -------------- | -------------- | ----------------------- | -------------- |
| 1                      | 恐竜の赤ちゃん         | アミノテツロー | 立花源十郎     | 越智信次                | 1999年 4月29日 |
| 2                      | 雲は不思議             | 福本潔         | 福本潔         | 有沢誠                  | 5月6日         |
| 3                      | アパートに幽霊         | 立花源十郎     | くし秀彰       | 浜田勝                  | 5月13日        |
| 4                      | 船まで冒険             | 佐藤卓哉       | 樫山聡之       | 赤尾良太郎              | 5月27日        |
| 5                      | ママとパパの宝物       | 河本昇悟       | 岡崎ゆきお     | 畑良子                  | 6月3日         |
| 6                      | ママが迷子!?           | 福本潔         | 福本潔         | 福田紀之                | 6月10日        |
| 7                      | 危険なドライブ!        | 立花源十郎     | 立花源十郎     | 浜田勝                  | 6月17日        |
| 8                      | ボクはお姫さま?        | 高橋滋春       | 高橋滋春       | 畑良子                  | 6月24日        |
| 9                      | ほねほね大事件         | 河本昇悟       | 伊達勇登       | 阿部和彦                | 7月1日         |
| 10                     | マリーのまっくろ雲     | 佐藤卓哉       | くし秀彰       | 有沢誠                  | 7月8日         |
| 11                     | ロボットで失敗?        | 福本潔         | 福本潔         | 福田紀之                | 7月15日        |
| 12                     | 風さんのいたずら       | 高橋滋春       | 高橋滋春       | 畑良子                  | 7月22日        |
| 13                     | がんばるサーモンくん   | 立花源十郎     | 立花源十郎     | 浜田勝                  | 7月29日        |
| 14                     | 名犬チャチャ           | アミノテツロー | 樫山聡之       | 赤尾良太郎              | 8月5日         |
| 15                     | 赤ちゃんが来た         | 小川浩司       | 小川浩司       | 阿部和彦                | 8月12日        |
| 16                     | パパの忘れ物           | 高橋滋春       | 高橋滋春       | 畑良子                  | 8月26日        |
| 17                     | チャチャと離れ離れ     | 佐藤卓哉       | くし秀彰       | 金子紀男                | 9月2日         |
| 18                     | 森とお友達             | 福本潔         | 福本潔         | 浜田勝                  | 9月9日         |
| 19                     | 雪の王子様             | 立花源十郎     | 樫山聡之       | 赤尾良太郎              | 9月23日        |
| 20                     | チャチャと競走         | 福本潔         | 福本潔         | 福田紀之                | 9月30日        |
| 21                     | 不思議トンネル         | 高橋滋春       | 高橋滋春       | 畑良子                  | 10月7日        |
| 22                     | 先生の木               | 小川浩司       | 小川浩司       | 阿部和彦                | 10月14日       |
| 23                     | ナイショのヒミツ       | 立花源十郎     | 立花源十郎     | 浜田勝                  | 10月28日       |
| 24                     | トンボさんは空の上     | 福本潔         | 樫山聡之       | 赤尾良太郎              | 11月4日        |
| 25                     | ボクのオーケストラ     | アミノテツロー | くし秀彰       | 福田紀之                | 11月11日       |
| 26                     | チャチャのワァ!        | アミノテツロー | 福本潔         | 有沢誠                  | 11月25日       |
| だいすき! ぶぶチャチャ |                        |                |                |                         |                |
| 1                      | お日さまエンジン       | アミノテツロー | くし秀彰       | 越智信次                | 2001年 5月10日 |
| 2                      | 虹のむこう             | おざわかずひろ | おざわかずひろ | 有沢誠                  | 5月17日        |
| 3                      | 大きな砂のお城         | 福本潔         | 福本潔         | ふくだのりゆき          | 5月31日        |
| 4                      | みんなで遊ぶ           | アミノテツロー | 樫山聡之       | 赤尾良太郎              | 6月7日         |
| 5                      | ブルはヒーロー         | 福本潔         | 岡崎ゆきお     | なかじまちゅうじ        | 6月14日        |
| 6                      | 不思議な匂い           | 立花源十郎     | 立花源十郎     | 佐野英敏                | 6月21日        |
| 7                      | お熱でサーカス         | おざわかずひろ | おざわかずひろ | 山本天志                | 6月28日        |
| 8                      | 楽しい雨つぶくん       | 五月女有作     | 五月女有作     | しまだひであき 石田啓一 | 7月5日         |
| 9                      | 危ないヒョウくん       | 福本潔         | 福本潔         | ふくだのりゆき          | 7月12日        |
| 10                     | 行け! チップ           | おざわかずひろ | 樫山聡之       | 赤尾良太郎              | 7月26日        |
| 11                     | 誰の影?                | 岡崎ゆきお     | 岡崎ゆきお     | 畑良子                  | 8月2日         |
| 12                     | タタタ! ダンスオルガン | おざわかずひろ | おざわかずひろ | 佐野英敏                | 8月9日         |
| 13                     | タウがお引っ越し       | アミノテツロー | くし秀彰       | 有沢誠                  | 8月16日        |
| 14                     | ソーゾーがいっぱい     | 福本潔         | 福本潔         | ふくだのりゆき          | 8月23日        |
| 15                     | 夢とおんなじ           | 羽生尚靖       | 羽生尚靖       | 石田啓一                | 8月30日        |
| 16                     | 長靴になった猫         | 橋本みつお     | 橋本みつお     | 山本天志                | 9月6日         |
| 17                     | ボクのスタンプ         | 樫山聡之       | 樫山聡之       | 赤尾良太郎              | 9月13日        |
| 18                     | 大変! パパラット       | アミノテツロー | 福本潔         | 畑良子                  | 9月27日        |
| 19                     | 山のお友だち           | おざわかずひろ | おざわかずひろ | 佐野英敏                | 10月4日        |
| 20                     | 雪のお友だち           | 福本潔         | 福本潔         | ふくだのりゆき          | 10月11日       |
| 21                     | お船でやってきた謎の人 | 倉井さとし     | 羽生尚靖       | 石田啓一                | 10月18日       |
| 22                     | 木靴さんのおしゃべり   | 橋本みつお     | 橋本みつお     | 佐野英敏                | 10月25日       |
| 23                     | チャチャの旅           | 樫山聡之       | 樫山聡之       | 赤尾良太郎              | 11月8日        |
| 24                     | レースで元気!          | 福本潔         | 福本潔         | 斎藤雅和                | 11月15日       |
| 25                     | マリーの願い           | おざわかずひろ | おざわかずひろ | 太田雅彦                | 11月22日       |
| 26                     | 果てしないお空の海     | アミノテツロー | くし秀彰       | ふくだのりゆき          | 11月29日       |

## 放送局・放送日時
- NHK衛星第2テレビ『衛星アニメ劇場』枠 毎週木曜18時00分 -
- ニコロデオン 月曜 - 金曜 9時30分 - / 15時00分 -

## 関連書籍
- 『ぶぶチャチャ』 著：Iku・アミノ、画：西田寛治（1999年1月、講談社）
- 『ぶぶチャチャえほん1 きょうりゅうのあかちゃん/くもはふしぎ』 著：Iku（2000年3月、ブティック社）
- 『ぶぶチャチャえほん2 アパートにゆうれい/ふねまでぼうけん』 著：Iku（2000年3月、ブティック社）
- 『ぶぶチャチャえほん3 パパとママのたからもの/ママがまいご』 著：Iku（2000年3月、ブティック社）
- 『そばにいるよ』 著：おけやあきら、画：おちしんじ（2000年5月、PHP出版社）
- 『ぶぶチャチャいっぱいプレイランド』 原作：Iku・他（2001年5月10日、NHK出版）
- 『だいすき! ぶぶチャチャ おはなし本 お日さまエンジン』 原著：Iku・アミノ、著：おけやあきら（2001年5月10日、NHK出版）
- 『ぶぶチャチャ 親子でつくるおはなし絵本』 編：メディアファクトリー（2001年6月1日、メディアファクトリー）
- 『だいすき! ぶぶチャチャ おはなし本 ブルはヒーロー』 原著：Iku・アミノ、著：おけやあきら（2001年6月20日、NHK出版）
- 『ぶぶチャチャイングリッシュ』 原著：Iku・他（2001年6月25日、朝日出版社）
- 『だいすき! ぶぶチャチャ おはなし本 だれのかげ?』 原著：Iku・アミノ、著：おけやあきら（2001年8月20日、NHK出版）